# Acanthocope argentinae
Acanthocope argentinae är en kräftdjursart som beskrevs av Menzies 1962. Acanthocope argentinae ingår i släktet Acanthocope och familjen Munnopsidae. Inga underarter finns listade i Catalogue of Life.